# Alicja Olechowska
Alicja Danuta Olechowska z domu Serwacińska (ur. 10 lutego 1956 w Grodzisku Mazowieckim) – polska polityk i przedsiębiorca, posłanka na Sejm IV, V, VI i VII kadencji z ramienia Platformy Obywatelskiej.

## Życiorys
Ukończyła Policealne Studium Budowlane, uzyskała także w 2005 licencjat na Wydziale Administracji Gdańskiej Wyższej Szkoły Administracji. Od 1980 prowadziła własną działalność gospodarczą w branży budowlanej. W wyborach w 2001, startując z 10. miejsca na liście wyborczej PO w okręgu podwarszawskim, została wybrana do Sejmu. W Sejmie IV kadencji zasiadała w Komisji Gospodarki. W 2005 ponownie uzyskała mandat poselski na Sejm V kadencji, w którym pracowała w Komisji Rozwoju Przedsiębiorczości oraz ponownie w Komisji Gospodarki. Objęła też funkcję przewodniczącej Polsko-Fińskiej Grupy Bilateralnej oraz Parlamentarnej Grupy Kobiet. W wyborach parlamentarnych w 2007 po raz trzeci została posłem (VI kadencji), otrzymując 6461 głosów. Otworzyła biura poselskie w Warszawie i Grodzisku Mazowieckim. W wyborach w 2011 z powodzeniem ubiegała się o reelekcję do Sejmu VII kadencji, uzyskując 10 884 głosy. Bezskutecznie kandydowała w wyborach do Parlamentu Europejskiego w 2014. W 2015 nie została ponownie wybrana do Sejmu.